# 网络域
网络域是指同一計算機基础设施内的一個分組，管理者可以將計算機基础设施劃分為不同的分組，而一個分組可以有多个私人计算机网络或主机。网络域可以通過域名来识别。